# 萊姆克里克鎮區 (愛荷華州塞羅戈多縣)
萊姆克里克鎮區（英語：Lime Creek Township）是位於美國愛荷華州塞羅戈多縣的一個行政鎮區。

## 地方資料
根據2010年美國人口普查的數據，萊姆克里克鎮區的面積為83.13平方千米，當中陸地面積為82.89平方千米，而水域面積為0.24平方千米。當地共有人口629人，而人口密度為每平方千米7.57人。